# Maskaheros
Maskaheros ist eine im nördlichen Mittelamerika vorkommende Gattung der Buntbarsche (Cichlidae). Das Verbreitungsgebiet umfasst das Einzugsgebiet von Río Coatzacoalcos und Río Usumacinta in Südmexiko und Guatemala.

## Merkmale
Maskaheros-Arten erreichen Längen von 23 bis über 27 cm und besitzen einen hochrückigen, ovalen Körper, der mit kleinen, unregelmäßig (d. h. nicht in Reihen) angeordneten Punkten gemustert ist. Ein breites, dunkles, maskenartiges Band erstreckt sich über die Stirn von Auge zu Auge, worauf sich der erste Teil des Gattungsnamens bezieht (Sp.: „mascara“ = Maske + Heros). Oberhalb der oberen Seitenlinie finden sich zwei bis drei größere, dunkle Flecken. Ein weiterer liegt auf der Mitte des Schwanzstiel. Dieser ist relativ groß, bedeckt den Schwanzstiel aber nicht so stark wie bei der sehr ähnlichen Gattung Vieja. Rücken-, After- und Schwanzflosse sind mit kleinen Flecken gemustert. Die Schwanzflosse ist leicht abgerundet. Die Zähne sind konisch, die Oberlippe ragt leicht über die Unterlippe. Jungfische sind weniger hochrückig und der dunkle Fleck auf dem Schwanzstiel ist kleiner.

## Systematik
Gegenwärtig besteht die Gattung Maskaheros aus zwei Arten.
- Maskaheros argenteus (Allgayer, 1991)  (Typusart)
- Maskaheros regani (Miller, 1974)

Beide Arten gehörten lange Zeit zu der ehemaligen Sammelgattung Cichlasoma, in letzter Zeit zu Paraneetroplus, und sind auch nah mit Vieja verwandt. Im August 2015 wurde die Gattung Maskaheros eingeführt. Die größere Körperhöhe, das auffällige Stirnband und der Fleck auf dem Schwanzstiel unterscheiden Maskaheros von Vieja und Paraneetroplus.